# Logan County, North Dakota
Logan County är ett administrativt område i delstaten North Dakota, USA, med 1 990 invånare. Den administrativa huvudorten (county seat) är Napoleon. 

## Geografi
Enligt United States Census Bureau så har countyt en total area på 2 618 km². 2 572 km² av den arean är land och 47 km² är vatten. 

### Angränsande countyn
- Stutsman County - nordöst
- LaMoure County - öst
- McIntosh County - syd
- Emmons County - väst
- Kidder County - nordväst